# Championnat de France de Formule 4 2020
Navigation
Édition précédente Édition suivante
La saison 2020 du championnat de France de Formule 4 se déroule du 22 août au 22 novembre au sein du format championnat de France des Circuits pour la majorité des épreuves. Le championnat est toujours certifié par la FIA. Le championnat utilise désormais des châssis Mygale M14, propulsés par des moteurs Renault Sport 1.3L turbo.

## Liste des pilotes
Comme les saisons précédentes, aucune équipe ne participe au championnat, toutes les voitures étant engagées et préparées par la FFSA Academy.
| No. | Pilote             | Cat. | Manches  |
| --- | ------------------ | ---- | -------- |
| 2   | Marijn Kremers     |      | 1-3, 5-7 |
| 2   | Étienne Cheli      | G    | 6        |
| 4   | Ayumu Iwasa        |      | Toutes   |
| 6   | Isack Hadjar       |      | Toutes   |
| 7   | Sami Meguetounif   |      | Toutes   |
| 8   | Rafael Villagómez  |      | 1-5, 7   |
| 9   | Esteban Masson     | G    | 7        |
| 11  | Valentino Catalano | J    | Toutes   |
| 12  | Loris Cabirou      |      | Toutes   |
| 16  | Romain Leroux      |      | Toutes   |
| 17  | Noah Andy          |      | Toutes   |
| 22  | Daniël Ligier      | J    | Toutes   |
| 23  | Ivan Peklin        |      | Toutes   |
| 69  | Lev Lomko          |      | 1-3, 5-6 |
| 71  | Yash Aradhya       | G    | 4        |
| 79  | Owen Tangavelou    |      | Toutes   |
| 85  | Ren Sato           |      | Toutes   |

| Icône | Légende                                                    |
| ----- | ---------------------------------------------------------- |
| J     | Junior (pilote de moins de 15 ans au début du championnat) |
| G     | Pilote inéligible pour les points                          |

## Calendrier
Le calendrier 2020 qui devait démarrer le 22 avril, est fortement perturbé par la pandémie de Covid-19 qui voit notamment, le report puis l'annulation du Grand Prix de Pau puis le remplacement de la manche du Hungaroring par une manche disputée à Zandvoort, l'annulation des deux dernières manches disputées circuit de Lédenon puis au circuit Bugatti, puis leur remplacement par une double manche disputée au Circuit Paul-Ricard.
| Manche | Manche | Circuit                                    | Date            |
| ------ | ------ | ------------------------------------------ | --------------- |
| 1      | C1     | Circuit Paul Armagnac, Nogaro              | 22–23 août      |
| 1      | C2     | Circuit Paul Armagnac, Nogaro              | 22–23 août      |
| 1      | C3     | Circuit Paul Armagnac, Nogaro              | 22–23 août      |
| 2      | C1     | Circuit de Nevers Magny-Cours, Magny-Cours | 12–13 septembre |
| 2      | C2     | Circuit de Nevers Magny-Cours, Magny-Cours | 12–13 septembre |
| 2      | C3     | Circuit de Nevers Magny-Cours, Magny-Cours | 12–13 septembre |
| 3      | C1     | Circuit de Zandvoort, Zandvoort            | 26–27 septembre |
| 3      | C2     | Circuit de Zandvoort, Zandvoort            | 26–27 septembre |
| 3      | C3     | Circuit de Zandvoort, Zandvoort            | 26–27 septembre |
| 4      | C1     | Circuit Paul-Ricard, Le Castellet          | 3–4 octobre     |
| 4      | C2     | Circuit Paul-Ricard, Le Castellet          | 3–4 octobre     |
| 4      | C3     | Circuit Paul-Ricard, Le Castellet          | 3–4 octobre     |
| 5      | C1     | Circuit de Spa-Francorchamps, Spa          | 17–18 octobre   |
| 5      | C2     | Circuit de Spa-Francorchamps, Spa          | 17–18 octobre   |
| 5      | C3     | Circuit de Spa-Francorchamps, Spa          | 17–18 octobre   |
| 6      | C1     | Circuit Paul-Ricard, Le Castellet          | 13–15 novembre  |
| 6      | C2     | Circuit Paul-Ricard, Le Castellet          | 13–15 novembre  |
| 6      | C3     | Circuit Paul-Ricard, Le Castellet          | 13–15 novembre  |
| 7      | C1     | Circuit Paul-Ricard, Le Castellet          | 21–22 novembre  |
| 7      | C2     | Circuit Paul-Ricard, Le Castellet          | 21–22 novembre  |
| 7      | C3     | Circuit Paul-Ricard, Le Castellet          | 21–22 novembre  |

## Résultats
| Manche | Manche | Circuit                                           | Date         | Pole Position    | Record du tour    | Vainqueur        | Vainqueur Junior   |
| ------ | ------ | ------------------------------------------------- | ------------ | ---------------- | ----------------- | ---------------- | ------------------ |
| 1      | C1     | Circuit Paul Armagnac, Nogaro                     | 22 août      | Ayumu Iwasa      | Ren Sato          | Ayumu Iwasa      | Valentino Catalano |
| 1      | C2     | Circuit Paul Armagnac, Nogaro                     | 22 août      |                  | Ren Sato          | Lev Lomko        | Valentino Catalano |
| 1      | C3     | Circuit Paul Armagnac, Nogaro                     | 23 août      | Ayumu Iwasa      | Ayumu Iwasa       | Ayumu Iwasa      | Valentino Catalano |
| 2      | C1     | Circuit de Nevers Magny-Cours, Magny-Cours        | 12 septembre | Ren Sato         | Ren Sato          | Ren Sato         | Valentino Catalano |
| 2      | C2     | Circuit de Nevers Magny-Cours, Magny-Cours        | 12 septembre |                  | Ren Sato          | Ivan Peklin      | Valentino Catalano |
| 2      | C3     | Circuit de Nevers Magny-Cours, Magny-Cours        | 13 septembre | Ren Sato         | Ren Sato          | Ren Sato         | Valentino Catalano |
| 3      | C1     | Circuit de Zandvoort, Zandvoort                   | 26 septembre | Marijn Kremers   | Ayumu Iwasa       | Ayumu Iwasa      | Valentino Catalano |
| 3      | C2     | Circuit de Zandvoort, Zandvoort                   | 27 septembre |                  | Ayumu Iwasa       | Romain Leroux    | Valentino Catalano |
| 3      | C3     | Circuit de Zandvoort, Zandvoort                   | 27 septembre | Ivan Peklin      | Ayumu Iwasa       | Ayumu Iwasa      | Valentino Catalano |
| 4      | C1     | Circuit Paul Ricard, Le Castellet (Circuit 1A-V2) | 3 octobre    | Ayumu Iwasa      | Ren Sato          | Ayumu Iwasa      | Valentino Catalano |
| 4      | C2     | Circuit Paul Ricard, Le Castellet (Circuit 1A-V2) | 3 octobre    |                  | Isack Hadjar      | Ren Sato         | Valentino Catalano |
| 4      | C3     | Circuit Paul Ricard, Le Castellet (Circuit 1A-V2) | 4 octobre    | Ayumu Iwasa      | Isack Hadjar      | Ayumu Iwasa      | Valentino Catalano |
| 5      | C1     | Circuit de Spa-Francorchamps, Spa                 | 17 octobre   | Sami Meguetounif | Isack Hadjar      | Ayumu Iwasa      | Valentino Catalano |
| 5      | C2     | Circuit de Spa-Francorchamps, Spa                 | 18 octobre   |                  | Ayumu Iwasa       | Ren Sato         | Valentino Catalano |
| 5      | C3     | Circuit de Spa-Francorchamps, Spa                 | 18 octobre   | Sami Meguetounif | Sami Meguetounif  | Ayumu Iwasa      | Valentino Catalano |
| 6      | C1     | Circuit Paul Ricard, Le Castellet (Circuit 1A-V2) | 13 novembre  | Isack Hadjar     | Ayumu Iwasa       | Isack Hadjar     | Valentino Catalano |
| 6      | C2     | Circuit Paul Ricard, Le Castellet (Circuit 1A-V2) | 14 novembre  |                  | Isack Hadjar      | Sami Meguetounif | Valentino Catalano |
| 6      | C3     | Circuit Paul Ricard, Le Castellet (Circuit 1A-V2) | 15 novembre  | Isack Hadjar     | Isack Hadjar      | Isack Hadjar     | Valentino Catalano |
| 7      | C1     | Circuit Paul Ricard, Le Castellet (Circuit 3C)    | 21 novembre  | Ayumu Iwasa      | Ayumu Iwasa       | Isack Hadjar     | Valentino Catalano |
| 7      | C2     | Circuit Paul Ricard, Le Castellet (Circuit 3C)    | 21 novembre  |                  | Isack Hadjar      | Loris Cabirou    | Valentino Catalano |
| 7      | C3     | Circuit Paul Ricard, Le Castellet (Circuit 3C)    | 22 novembre  | Ayumu Iwasa      | Rafael Villagómez | Ayumu Iwasa      | Valentino Catalano |

## Classements

### Système de points
Tous les résultats des pilotes sont comptés, excepté leur pire manche. La grille de la course 1 est déterminée selon l'ordre des qualifications, la grille de la course 3 est déterminée selon le deuxième meilleur tour de chaque pilote lors des qualifications. La grille de la course 2, offrant moins de points, est déterminée par l'ordre d'arrivée de la course 1 avec le top 10 inversé.
Courses 1 & 3 :
| Position | 1er | 2e | 3e | 4e | 5e | 6e | 7e | 8e | 9e | 10e | Pole | MT |
| Points   | 25  | 18 | 15 | 12 | 10 | 8  | 6  | 4  | 2  | 1   | 1    | 1  |

Course 2 :
| Position | 1er | 2e | 3e | 4e | 5e | 6e | 7e | 8e | MT |
| Points   | 15  | 12 | 10 | 8  | 6  | 4  | 2  | 1  | 1  |

#### Championnat de France F4
| Pos                                                 | Pilote             | NOG  | NOG | NOG  | MAG | MAG  | MAG | ZAN  | ZAN  | ZAN  | LEC1 | LEC1 | LEC1 | SPA  | SPA  | SPA | LEC2 | LEC2 | LEC2 | LEC3 | LEC3 | LEC3 | Pts |
| --------------------------------------------------- | ------------------ | ---- | --- | ---- | --- | ---- | --- | ---- | ---- | ---- | ---- | ---- | ---- | ---- | ---- | --- | ---- | ---- | ---- | ---- | ---- | ---- | --- |
| 1                                                   | Ayumu Iwasa        | 1    | 5   | 1    | 4   | 5    | 3   | 1    | 4    | 1    | 1    | 3    | 1    | 1    | 2    | 1   | 2    | 5    | 2    | 2    | 6    | 1    | 338 |
| 2                                                   | Ren Sato           | 2    | 14† | 2    | 1   | 6    | 1   | 3    | 3    | 6    | 2    | 1    | 3    | 4    | 1    | 3   | 4    | 4    | 4    | 6    | 4    | 2    | 257 |
| 3                                                   | Isack Hadjar       | 3    | 6   | Abd. | 3   | 9    | 2   | 4    | 2    | 4    | Abd. | 2    | 2    | 3    | Abd. | 4   | 1    | 3    | 1    | 1    | 5    | 6    | 233 |
| 4                                                   | Sami Meguetounif   | 5    | 9   | 11†  | 2   | 4    | 4   | 8    | 10   | Abd. | 3    | 12†  | 5    | 2    | 3    | 2   | 8    | 1    | 3    | 3    | Abd. | 4    | 183 |
| 5                                                   | Valentino Catalano | 8    | 2   | 7    | 6   | 7    | 7   | 6    | 5    | 3    | 4    | 5    | 6    | 6    | 6    | 5   | 3    | 6    | 6    | 8    | 3    | 10   | 144 |
| 6                                                   | Rafael Villagómez  | 6    | 4   | 5    | 14† | 10   | 5   | 5    | 6    | 7    | 6    | 6    | 4    | 5    | 4    | 9   |      |      |      | 7    | 2    | 5    | 121 |
| 7                                                   | Romain Leroux      | Abd. | 10  | 3    | 8   | 3    | 9   | 10   | 1    | 5    | 5    | 10   | 8    | 7    | 8    | 13  | 7    | 2    | 5    | Abd. | 7    | 3    | 116 |
| 8                                                   | Marijn Kremers     | 4    | 7   | 4    | 5   | 8    | 6   | 2    | Abd. | 2    |      |      |      | 9    | Abd. | 6   | 6    | 7    | 8    | 5    | 8    | Np.  | 110 |
| 9                                                   | Loris Cabirou      | 9    | 8   | 12†  | 7   | 2    | 8   | 7    | 7    | 8    | 9    | 4    | 7    | 8    | 5    | 7   | 12†  | 10   | 9    | 9    | 1    | 9    | 94  |
| 10                                                  | Ivan Peklin        | 7    | 3   | 6    | 9   | 1    | 11  | 9    | Abd. | 13†  | 7    | 11   | 10   | 10   | 12   | 12  | 9    | 9    | 11   | 12   | 12   | 12   | 53  |
| 11                                                  | Lev Lomko          | 10   | 1   | 13†  | 13† | 11   | 14  | 11   | 8    | 10   |      |      |      | Abd. | 10   | 8   | 13   | 11   | 7    |      |      |      | 28  |
| 12                                                  | Owen Tangavelou    | 12   | 13  | 9    | 10  | Abd. | 12  | Abd. | 9    | 9    | 10   | Abd. | 9    | Np.  | 11   | 10  | 5    | 8    | 13   | 10   | 9    | 7    | 28  |
| 13                                                  | Daniël Ligier      | 13   | 11  | 8    | 11  | 13   | 10  | Abd. | 12   | 11   | 12   | 7    | 11   | 12   | 9    | 14  | 10   | 13   | 12   | 11   | 10   | 11   | 10  |
| 14                                                  | Noah Andy          | 11   | 12  | 10   | 12  | 12   | 13  | 12   | 11   | 12   | 11   | 9    | 13   | 11   | 7    | 11  | 11   | 12   | 10   | 13   | 13†  | 13   | 6   |
| Pilotes invités inéligibles pour marquer des points |                    |      |     |      |     |      |     |      |      |      |      |      |      |      |      |     |      |      |      |      |      |      |     |
| —                                                   | Esteban Masson     |      |     |      |     |      |     |      |      |      |      |      |      |      |      |     |      |      |      | 4    | 11   | 8    | —   |
| —                                                   | Étienne Cheli      |      |     |      |     |      |     |      |      |      | 8    | 8    | 12   |      |      |     |      |      |      |      |      |      | —   |
| —                                                   | Yash Aradhya       |      |     |      |     |      |     |      |      |      | 13   | Abd. | 14   |      |      |     |      |      |      |      |      |      | —   |

| Couleur  | Résultat                       |
| -------- | ------------------------------ |
| Or       | Vainqueur                      |
| Argent   | 2e place                       |
| Bronze   | 3e place                       |
| Vert     | Classé dans les points         |
| Bleu     | Classé hors des points         |
| Bleu     | Non classé (Nc.)               |
| Violet   | Abandon (Abd.)                 |
| Rouge    | Non qualifié (Nq.)             |
| Rouge    | Non pré-qualifié (Npq.)        |
| Noir     | Disqualifié (Dsq.)             |
| Blanc    | Non partant (Np.)              |
| Blanc    | Forfait (Forf.)                |
| Blanc    | Course annulée (A)             |
| Neutre   | Non présent                    |
| Neutre   | Exclu (Ex.)                    |
| Gras     | Pole position                  |
| Italique | Meilleur tour en course        |
| †        | Classé sans terminer la course |
| 1 2 3 …  | Classement dans la catégorie   |

#### Championnat International F4
| Pos | Pilote            | NOG  | NOG  | NOG  | MAG  | MAG  | MAG | ZAN  | ZAN  | ZAN  | LEC1 | LEC1 | LEC1 | SPA  | SPA  | SPA | LEC2 | LEC2 | LEC2 | LEC3 | LEC3 | LEC3 | Pts |
| --- | ----------------- | ---- | ---- | ---- | ---- | ---- | --- | ---- | ---- | ---- | ---- | ---- | ---- | ---- | ---- | --- | ---- | ---- | ---- | ---- | ---- | ---- | --- |
| 1   | Ayumu Iwasa       | 1    | 4    | 1    | 4    | 5    | 3   | 1    | 4    | 1    | 1    | 3    | 1    | 1    | 2    | 1   | 2    | 5    | 2    | 2    | 5    | 1    | 329 |
| 2   | Ren Sato          | 2    | Abd. | 2    | 1    | 6    | 1   | 3    | 3    | 5    | 2    | 1    | 3    | 4    | 1    | 3   | 3    | 4    | 4    | 5    | 3    | 2    | 253 |
| 3   | Isack Hadjar      | 3    | 5    | Abd. | 3    | 8    | 2   | 4    | 2    | 3    | Abd. | 2    | 2    | 3    | Abd. | 4   | 1    | 3    | 1    | 1    | 4    | 6    | 231 |
| 4   | Sami Meguetounif  | 5    | 8    | Abd. | 2    | 4    | 4   | 7    | 9    | Abd. | 3    | Abd. | 5    | 2    | 3    | 2   | 7    | 1    | 3    | 3    | Abd. | 4    | 183 |
| 5   | Romain Leroux     | Abd. | 9    | 3    | 7    | 3    | 8   | 9    | 1    | 4    | 4    | 7    | 7    | 6    | 7    | 12  | 6    | 2    | 5    | Abd. | 6    | 3    | 133 |
| 6   | Rafael Villagómez | 6    | 3    | 5    | Abd. | 9    | 5   | 5    | 5    | 6    | 5    | 5    | 4    | 5    | 4    | 8   |      |      |      | 6    | 2    | 5    | 132 |
| 7   | Marijn Kremers    | 4    | 6    | 4    | 5    | 7    | 6   | 2    | Abd. | 2    |      |      |      | 8    | Abd. | 5   | 5    | 6    | 7    | 4    | 7    | Np.  | 118 |
| 8   | Loris Cabirou     | 8    | 7    | Abd. | 6    | 2    | 7   | 6    | 6    | 7    | 7    | 4    | 6    | 7    | 5    | 6   | 10   | 9    | 8    | 7    | 1    | 8    | 117 |
| 9   | Ivan Peklin       | 7    | 2    | 6    | 8    | 1    | 9   | 8    | Abd. | Abd. | 6    | 8    | 9    | 9    | 10   | 11  | 8    | 8    | 10   | 9    | 9    | 9    | 72  |
| 10  | Owen Tangavelou   | 11   | 11   | 7    | 9    | Abd. | 10  | Abd. | 8    | 8    | 8    | Abd. | 8    | Np.  | 9    | 9   | 4    | 7    | 11   | 8    | 8    | 7    | 47  |
| 11  | Lev Lomko         | 9    | 1    | Abd. | Abd. | 10   | 12  | 10   | 7    | 9    |      |      |      | Abd. | 8    | 7   | 11   | 10   | 6    |      |      |      | 37  |
| 12  | Noah Andy         | 10   | 10   | 8    | 10   | 11   | 11  | 11   | 10   | 10   | 9    | 6    | 10   | 10   | 6    | 10  | 9    | 11   | 9    | 10   | Abd. | 10   | 25  |